# Falcileptoneta lingqiensis
Espèce
Synonymes
- Leptoneta lingqiensis Chen, Shen & Gao, 1984

Falcileptoneta lingqiensis est une espèce d'araignées aranéomorphes de la famille des Leptonetidae.

## Distribution
Cette espèce est endémique du Zhejiang en Chine,. Elle se rencontre dans la ville-district de Jiande à Lingqi dans les grottes Qingfeng et Wugui.

## Description
Le mâle holotype mesure 1,86 mm et la femelle paratype 2,49 mm.

## Systématique et taxinomie
Cette espèce a été décrite sous le protonyme Leptoneta lingqiensis par Chen, Shen et Gao en 1984. Elle est placée dans le genre Falcileptoneta par Wang, Li et Zhu en 2020.

## Étymologie
Son nom d'espèce, composé de lingqi et du suffixe latin -ensis, « qui vit dans, qui habite », lui a été donné en référence au lieu de sa découverte, Lingqi.

## Publication originale
- Chen, Shen & Gao, 1984 : « Description of the new species of the genus Leptoneta (Araneae, Leptonetidae) from caves of Zhejiang. » Journal of Hangzhou Normal University, Natural Sciences Edition, vol. 1984, no 1, p. 8-13.